# Тшебіня (гміна)
Гміна Тшебіня (пол. Gmina Trzebinia) — Місько-сільська гміна у південній Польщі. Належить до Хшановського повіту Малопольського воєводства.
Станом на 31 грудня 2011 у гміні проживало 34453 особи.

## Площа
Згідно з даними за 2007 рік площа гміни становила 105.22 км², у тому числі:
- орні землі: 40.00 %
- ліси: 44.00 %

Таким чином, площа гміни становить 28.32 % площі повіту.

## Населення
Станом на 31 грудня 2011:
| Опис     | Загалом | Загалом | Чоловіки | Чоловіки | Жінки | Жінки |
| -------- | ------- | ------- | -------- | -------- | ----- | ----- |
| одиниця  | осіб    | %       | осіб     | %        | осіб  | %     |
| все      | 34453   | 100     | 16787    | 48.72    | 17666 | 51.28 |
| міське   | 20364   | 100     | 9956     | 48.89    | 10408 | 51.11 |
| сільське | 14089   | 100     | 6831     | 48.48    | 7258  | 51.52 |

## Сусідні гміни
Гміна Тшебіня межує з такими гмінами: Альверня, Буковно, Кшешовіце, Олькуш, Хшанув.